# Blow-Up
Blow-Up (pt: Blow-Up - História de um Fotógrafo / br: Blow-Up - Depois Daquele Beijo) é um filme ítalo-britânico de 1966. Foi o primeiro filme em língua inglesa do cineasta italiano Michelangelo Antonioni e conta a história do envolvimento acidental de um fotógrafo com um crime de morte, baseado num pequeno conto de Julio Cortázar, Las Babas del Diablo, publicado em 1959, e na vida do famoso fotógrafo da época da Swinging London, o britânico David Bailey.
O filme, que conquistou o Grand Prix do Festival de Cinema de Cannes, foi escrito por Antonioni e Tonino Guerra e traz no elenco David Hemmings, Vanessa Redgrave, Sarah Miles, Jane Birkin - nas primeiras cenas de nu frontal em filme britânico dirigido ao grande público -  e a supermodelo Veruschka, que interpreta a si própria e tem uma cena então considerada como o "mais sexy momento cinematográfico da história", pela revista especializada Premiere.
O filme foi produzido por Carlo Ponti e em sua trilha sonora traz o jazz de Herbie Hancock e o rock dos Yardbirds.

## Sinopse
O filme gira em torno de um fotógrafo de moda londrino chamado Thomas (Hemmings), que numa manhã, após passar a noite fazendo fotografias para um livro de arte numa casa de cômodos, volta para o estúdio atrasado para uma sessão de fotos com a supermodelo Veruschka (em seu próprio papel), passa por um parque da cidade e fotografa um casal. A mulher das fotos, Jane (Redgrave), furiosa de ser fotografada, o segue até seu estúdio e exige os negativos de Thomas, que lhe devolve um filme virgem. Curioso com a atitude, ao fazer seguidas ampliações (blowups) de suas fotos no local, apesar da grande granulação provocada nas imagens em preto e branco, descobre o que acredita ser um corpo e uma mão apontando uma arma entre os arbustos do parque.
Ao cair da noite, ele volta ao parque e descobre um corpo no meio da mata, mas sem a câmara, não pode fotografá-lo e assustado com o barulho de um galho sendo pisado, deixa o local e encontra seu estúdio revirado e suas fotos roubadas, à exceção de uma grande ampliação na câmara de revelação que mostra o corpo tombado nos arbustos. Ao retornar no dia seguinte ao parque, depois de frequentar a noite londrina, ele vê que o corpo desapareceu e acaba por não ter certeza do que realmente viu.
De volta ao estúdio, caminhando pelo parque, assiste numa quadra duas pessoas jogando tênis por mímica, sem bolas nem raquetes. Participando da cena, quando devolve a bola imaginária que lhe é lançada por um dos jogadores, ouve o som da bola tocando o chão.

## Elenco principal

Veruschka e Thomas (Hemmings) na cena considerada o "momento cinematográfico mais sexy da história".

- David Hemmings .... Thomas
- Vanessa Redgrave .... Jane
- Sarah Miles .... Patricia
- Jane Birkin.... modelo loira
- Veruschka .... ela mesma

## Aparições notáveis
Alguns artistas já conhecidos em 1966 aparecem no filme, outros se tornariam celebridades depois dele. The Yardbirds, a primeira banda conhecida de Jimmy Page e Jeff Beck, faz uma apresentação num clube londrino e Antonioni pediu a Beck que refizesse a cena de Pete Townshend, do The Who, destruindo suas guitarras e amplificadores no palco, ato pelo qual o cineasta era fascinado.  Veruschka, modelo já famosa na Europa, que interpreta a si mesma, depois do filme se tornaria uma celebridade em todo mundo. Michael Palin, comediante britânico que aparece numa das festas, alguns anos depois ficaria internacionalmente famoso como um dos criadores do grupo Monty Python.

## Bilheteria e recepção
Blow-Up teve um custo de U$1,8 milhão de dólares e um faturamento mundial de U$20 milhões. Seu sucesso comercial ajudou a libertar Hollywood de sua "lascívia puritana".
O filme causou muita controvérsia em sua época de lançamento principalmente pelas cenas de nudez e hedonismo. A Metro-Goldwyn-Mayer, distribuidora do filme nos Estados Unidos, não conseguiu a aprovação do filme para exibição no país, de acordo com os novos códigos morais estabelecidos na época pela MPAA (Motion Picture Association of America) e o lançou através de uma distribuidora subsidiária, não ligada ao sistema de produção oficial regido pelo novo código.
A crítica, entretanto, não poupou elogios ao filme, chamando-o de tão importante e geminal quanto Cidadão Kane, Roma, Cidade Aberta e Hiroshima, Meu Amor, e talvez mais. A revista TIME chamou-o de "vibrante, tenso e excitante e uma brusca mudança criativa na carreira de Antonioni" prevendo que ele seria "o mais popular de todos os filmes" já feitos pelo cineasta. Bosley Crowther, do New York Times , fez uma resenha chamando-o de "fascinante, um filme que tem algo real para dizer sobre a questão de envolvimento pessoal e do compromisso emocional, meio-viciado num mundo tão cheio de estímulos sintéticos que os sentimentos naturais são esmagados".
Até o grande cineasta sueco Ingmar Bergman, que normalmente não era entusiasta da carreira de Antonioni - por ironia, os dois viriam a morrer exatamente no mesmo dia - reconheceu sua importância: "Ele fez duas obras-primas, o resto não importa: A Noite, principalmente pelo trabalho da jovem Jeanne Moreau e Blow-Up, que vi diversas vezes."

## Influências
O filme Um Tiro na Noite, de Brian De Palma, de 1981, é influenciado pela trama de Blow-Up. No filme entretanto, o recurso usado é o sonoro, quando pistas de um assassinato são dadas por sons num gravador. Francis Ford Coppola, que também usou o recurso do som como suspense em seu A Conversação, de 1974, também admite no DVD de seu filme, que foi inspirado por Blow-Up para escrever a trama do longa-metragem. O filme Austin Powers - Um Agente Nada Discreto, de Mike Myers, faz uma paródia-homenagem às cenas da sessão de fotos de Thomas com Veruschka. Vários outros filmes, bem como vídeo-clipes de música, prestam referência a Blow-Up, inclusive alguns brasileiros.

## Prêmios e nomeações
Além do Grand Prix em Cannes, o filme foi indicado ao Oscar nas categorias de melhor diretor e melhor roteiro, ao Globo de Ouro como melhor filme estrangeiro e ao BAFTA como melhor filme britânico, melhor direção de arte e melhor fotografia.